# Sint-Theresiakerk (Anzegem)

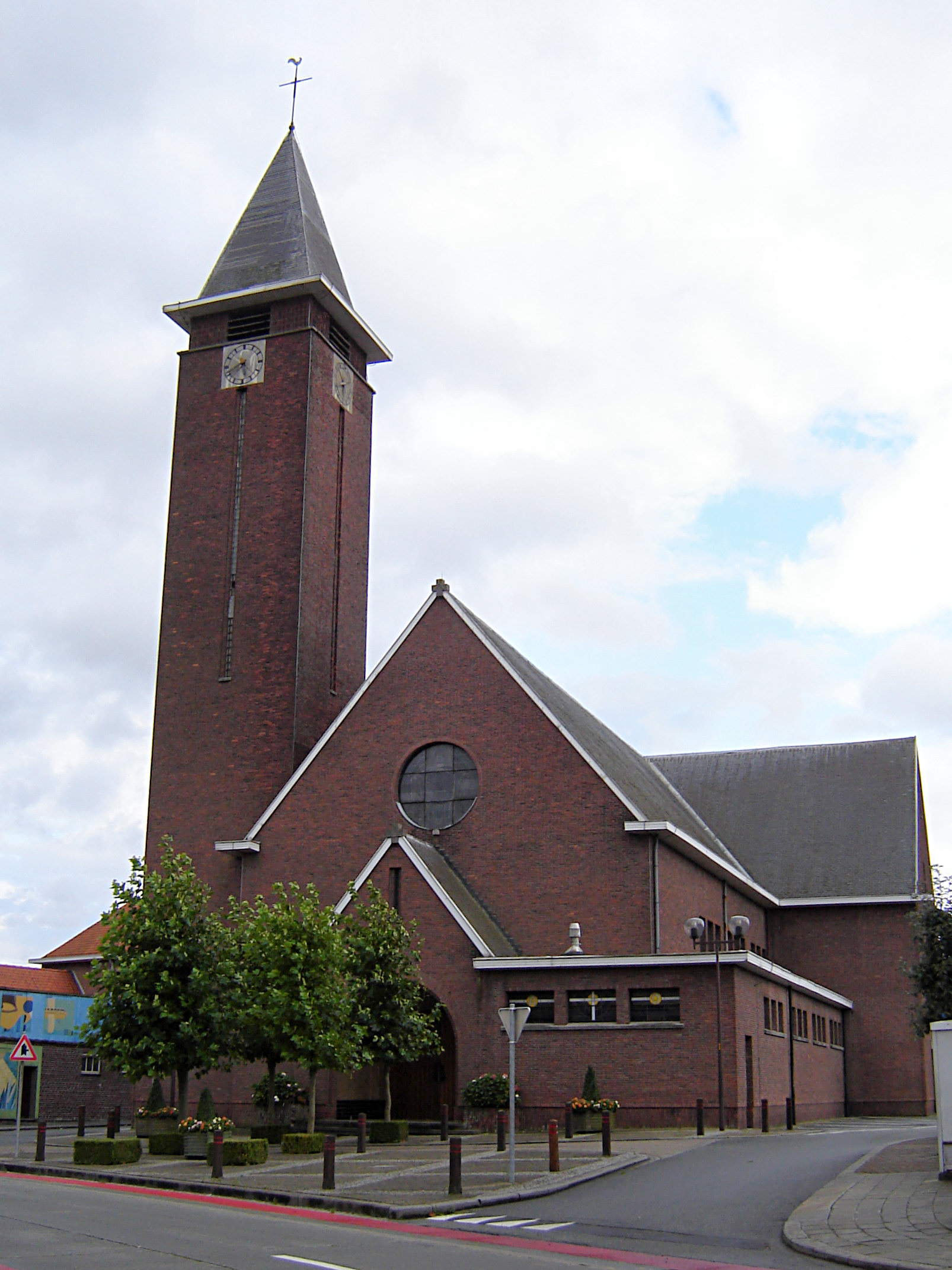
Sint-Theresiakerk

De Sint-Theresiakerk is de parochiekerk van de tot de West-Vlaamse gemeente Anzegem behorende plaats Heirweg, gelegen aan de Vichtesteenweg.

## Geschiedenis
Al vanaf 1919 wilden de bewoners van Heirweg een parochie. In 1925 werd een noodkerk betrokken die in 1926 werd verheven tot hulpkerk. In 1936 werd een hulpparochie opgericht en in 1939 begon de bouw. De kerk werd in 1940 in gebruik genomen. Architect was Remi Delarue.

## Gebouw
Het betreft een bakstenen zaalkerk onder zadeldak met naastgebouwde toren op vierkante plattegrond. De kerk heeft een transept met vlakke sluiting en een koor met halfronde apsis. De stijl toont art-deco-elementen. De westgevel heeft, boven het naar voren springend portaal, een roosvenster.